# Eryc Castillo
Eryc Leonel Castillo Arroyo (ur. 5 lutego 1995 w Eloy Alfaro) – ekwadorski piłkarz występujący na pozycji prawego skrzydłowego, reprezentant kraju, obecnie zawodnik meksykańskiego Juárez.

## Kariera klubowa
Castillo jest wychowankiem akademii juniorskiej słynącego z pracy z młodzieżą klubu Independiente del Valle z siedzibą w Sangolquí. Do pierwszej drużyny został włączony w wieku siedemnastu lat przez szkoleniowca Pablo Repetto; w grudniu 2012 kilkakrotnie znalazł się w kadrze meczowej, nie zdołał jednak pojawić się na boisku i cztery miesiące później (w międzyczasie właścicielem jego karty zawodniczej został półamatorski zespół CS Norte América, wyspecjalizowany w szkoleniu młodzieży) został wypożyczony do ekipy LDU Loja. W jej barwach 29 marca 2013 zadebiutował w ekwadorskiej Serie A w przegranym 1:2 spotkaniu z Emelekiem i mimo młodego wieku od razu wywalczył sobie pewne miejsce w wyjściowej jedenastce. Premierowego gola w najwyższej klasie rozgrywkowej strzelił 25 sierpnia tego samego roku w wygranej 3:1 konfrontacji z Barceloną. Ogółem w LDU spędził rok, zostając jednym z wyróżniających się graczy młodego pokolenia w kraju.
W marcu 2014 Castillo przeszedł do czołowego w kraju zespołu Barcelona SC z miasta Guayaquil, lecz w celu nabrania meczowego doświadczenia został od razu odesłany na roczne wypożyczenie do beniaminka rozgrywek – ekipy CD Olmedo z siedzibą w Riobambie. Na koniec sezonu 2014 zanotował z Olmedo relegację do drugiej ligi, lecz sam był filarem drużyny. Po powrocie do Barcelony od razu zaczął walczyć z drużyną o czołowe lokaty w rozgrywkach; w sezonie 2016 zdobył z drużyną prowadzoną przez Guillermo Almadę mistrzostwo Ekwadoru, notując regularne występy, lecz niemal wyłącznie w roli rezerwowego.

## Kariera reprezentacyjna
W seniorskiej reprezentacji Ekwadoru Castillo zadebiutował za kadencji selekcjonera Gustavo Quinterosa, 26 lipca 2017 w wygranym 3:1 meczu towarzyskim z Trynidadem i Tobago.